# Eastcotts
Eastcotts – wieś w Anglii, w hrabstwie ceremonialnym Bedfordshire, w dystrykcie (unitary authority) Bedford. Leży 6 km na południowy wschód od centrum miasta Bedford i 69 km na północ od centrum Londynu.